# Хардин, Гарретт
Гарретт Джеймс Хардин (англ. Garrett James Hardin; 21 апреля 1915, Даллас — 14 сентября 2003, Санта-Барбара, Калифорния) — американский эколог, автор идеи трагедии общин. Доктор философии, эмерит-профессор, более 30 лет работал в Калифорнийском университете в Санта-Барбаре. Член Американской академии искусств и наук (1973) и Американского философского общества (1974). Отмечен Phi Beta Kappa Award in Science (1993).

## Биография
Отец работал на железной дороге. Гарретт учился в школе в Чикаго, затем окончил Чикагский университет по зоологии. Уже там он узнал о проблеме перенаселения от эколога Warder Clyde Allee. Продолжил учёбу в Стэнфордском университете, получил степень доктора философии по экологии. В 1941 году женился на Джейн Суонсон (Jane Swanson) из Калифорнии. В 1946 году они перебрались в Санта-Барбару. В 1949 году выпустил свой учебник Biology: Its Principles and Implications. В 1963 году стал профессором экологии человека. В 1968 году в Science вышла его основополагающая статья «The Tragedy of the Commons» (цитировалась десятки тысяч раз). Большой резонанс вызвала его статья 1974 года «Living on a Lifeboat». С 1978 года эмерит-профессор.
Почётный доктор, отмечен AIBS Distinguished Service Award (1986), Constantine Panunzio Distinguished Emeriti Award (1997).
Автор более 350 статей и 27 книг, разошедшихся числом более 700 тыс. экземпляров.
Хардин, страдавший от болезни сердца и постполиомиелитного синдрома, и его жена Джейн, у которой был боковой амиотрофический склероз, совершили совместное самоубийство в своём доме в Санта-Барбаре 14 сентября 2003 года через неделю после 62-й годовщины свадьбы. Ему было 88 лет, а ей 81 год. У них остались четверо детей (две дочери и два сына), внуки и правнуки. Супруги были членами End-of-Life Choices, ранее известной как Общество Хэмлок (англ. Hemlock Society), общественной организации, отстаивающей право на достойную смерть для неизлечимо больных людей.
Книги
- Population, Evolution, and Birth Control (1969)
- Filters Against Folly (1985)
- «The Immigration Dilemma: Avoiding the Tragedy of the Commons» (1995)
- Stalking the Wild Taboo (1996, 3rd edition)
- «The Ostrich Factor: Our Population Myopia» (1999)